# Thoracochaeta zosterae
Thoracochaeta zosterae är en tvåvingeart som först beskrevs av Alexander Henry Haliday 1833.  Thoracochaeta zosterae ingår i släktet Thoracochaeta och familjen hoppflugor. Arten är reproducerande i Sverige. Inga underarter finns listade i Catalogue of Life.